# Antonin (Granowski)
Antonin, imię świeckie: Aleksandr Andriejewicz Granowski (ur. 9 listopada?/21 listopada 1865 w Choriszkach, zm. 14 stycznia 1927 w Moskwie) – prawosławny biskup władykaukaski i mozdocki, jeden z liderów ruchu Żywej Cerkwi i jego pierwszy formalny zwierzchnik.

## Życiorys

### Działalność przedrewolucyjna
Urodził się w rodzinie prawosławnego diakona. Ukończył seminarium duchowne w Połtawie i zdobył dyplom magistra teologii w Kijowskiej Akademii Duchownej. 22 lutego 1890 złożył śluby zakonne. Pracował w seminariach w Moskwie, Tule, Kijowie, Chełmie. W 1898 otrzymał godność archimandryty i został rektorem seminarium w Błagowieszczeńsku nad Amurem. Częste zmiany miejsca zatrudnienia wywołane były jego trudnym charakterem i często artykułowaną krytyką nt. organizacji Rosyjskiej Cerkwi Prawosławnej. Skonfliktowany z gubernatorem w Błagowieszczeńsku, otrzymał zajęcie w cerkiewnym instytucie zajmującym się cenzurą publikacji związanych z prawosławiem. 
W marcu 1903 otrzymał godność wikariusza eparchii petersburskiej. W tym okresie uczestniczył w prowadzonych w środowiskach inteligenckich dyskusjach o przyszłości prawosławia i możliwych reformach w Cerkwi rosyjskiej. W 1908, za publikację tekstów, w których bronił trójpodziału władz, został zmuszony do osiedlenia się w Ławrze Troicko-Siergijewskiej. W 1913 został biskupem władykaukaskim i mozdockim, jednak w 1917 został przeniesiony do moskiewskiego Monasteru Objawienia Pańskiego z uwagi na zły stan zdrowia. W tym czasie zaczął opracowywać projekty koniecznych jego zdaniem zmian w liturgii prawosławnej i wprowadzać je do odprawianych nabożeństw. Za te działania otrzymał w 1921 od patriarchy Tichona zakaz publicznego odprawiania nabożeństw.

### Żywa Cerkiew
W 1921 uczestniczył w pracach Komitetu Pomocy Głodującym, gdzie poznał wielu bolszewików, w tym Michaiła Kalinina. Jego poglądy w sprawie reform w Cerkwi sprawiły, że został uznany za godnego zaufania przez rząd i poproszony o dokonanie ekspertyzy teologicznej w sprawie planowanej konfiskaty cennych przedmiotów przechowywanych w cerkwiach na potrzeby pomocy ofiarom głodu. Biskup uznał takie działanie za możliwe i godne pochwały, co było wielokrotnie podkreślane przez władze w czasie protestów wiernych w czasie przeprowadzanych konfiskat. W tym samym czasie związał się z ruchem odnowicielskim i w lecie 1922 został przez jego sobór podniesiony do rangi metropolity Moskwy, co było sprzeczne z prawem kanonicznym. Mimo swojego krytycyzmu wobec konserwatywnie nastawionej grupy hierarchów cerkiewnych występował przeciwko represjom wymierzonym w duchowieństwo, domagając się m.in. na łamach oficjalnego organu prasowego odnowicieli, Żywej Cerkwi, ułaskawienia skazanego na śmierć metropolity piotrogrodzkiego Beniamina.
Już w 1923 wszedł w ostre konflikty z innymi liderami Żywej Cerkwi, w tym z Aleksandrem Wwiedeńskim, i stanął na czele własnej organizacji o nazwie Związek Odrodzenia Cerkwi, która stopniowo zrywała wszystkie kontakty z innymi "odnowicielami". W związku z tym został w 1923 pozbawiony godności metropolity. Od tej pory jego grupa, coraz bardziej zamknięta, działała jedynie w Moskwie, Charkowie, Włodzimierzu i Leningradzie. Prowadził parafię w cerkwi byłego Monasteru Zaikonospasskiego w Moskwie, gdzie realizował własne wizje zmienionej liturgii prawosławnej - odprawiał nabożeństwa w języku rosyjskim, zrezygnował z ikonostasu, ołtarz przesunął zaś na środek nawy cerkiewnej. 
Od 1923 do 1927 żył w zupełnym ubóstwie, zgodnie z własnymi postulatami odnośnie do postępowania kleru. Zmarł uznany przez Rosyjską Cerkiew Prawosławną za heretyka i pozbawiony stanu duchownego.